# Jungmannovo náměstí (Praha)
Jungmannovo náměstí leží v centru Prahy, na Novém Městě u hranice Starého Města v městské části a městském obvodě Praha 1, nedaleko od Můstku a Národní třídy.

## Historie

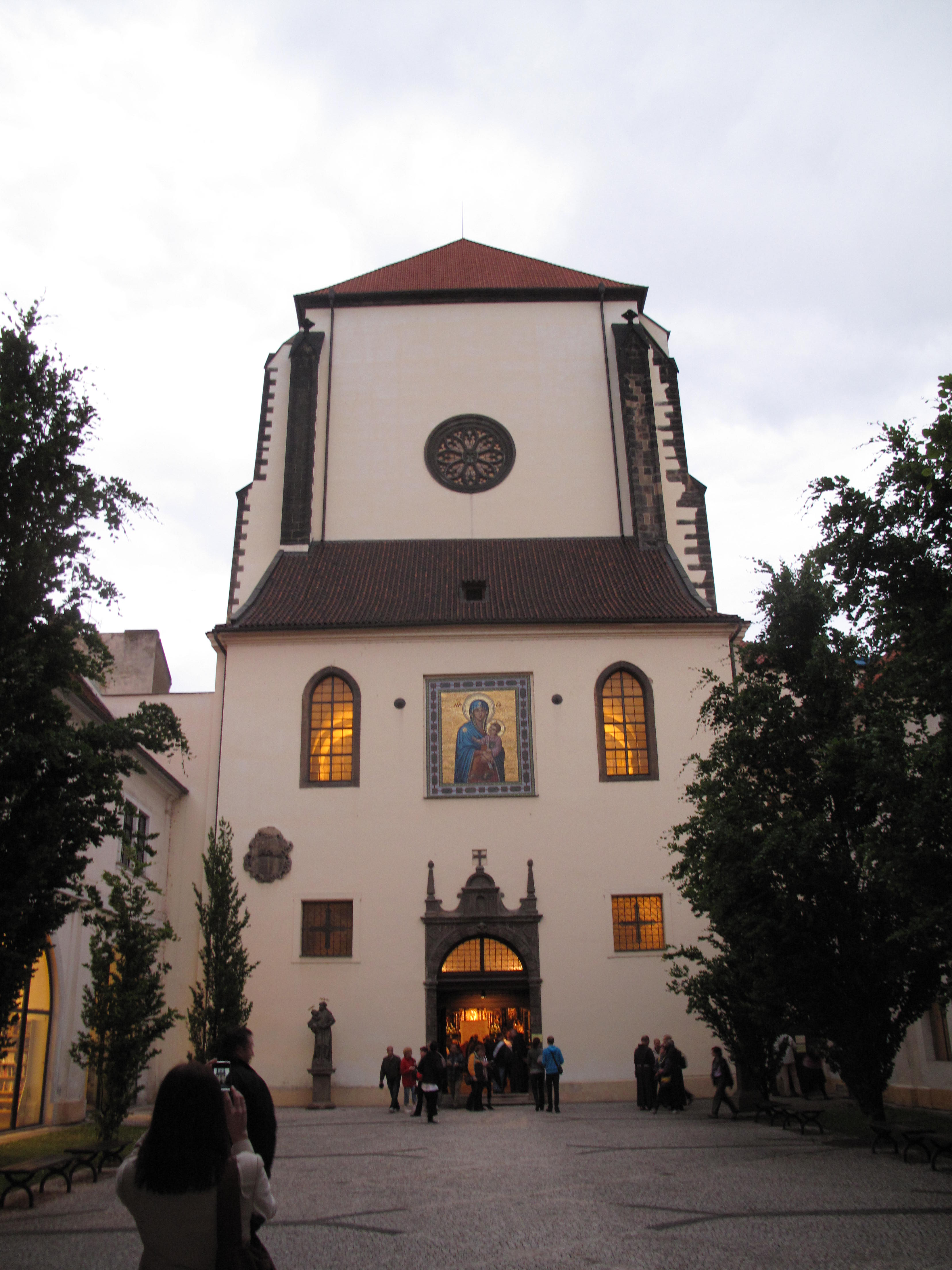
Portál kostela Panny Marie Sněžné z Jungmannova náměstí

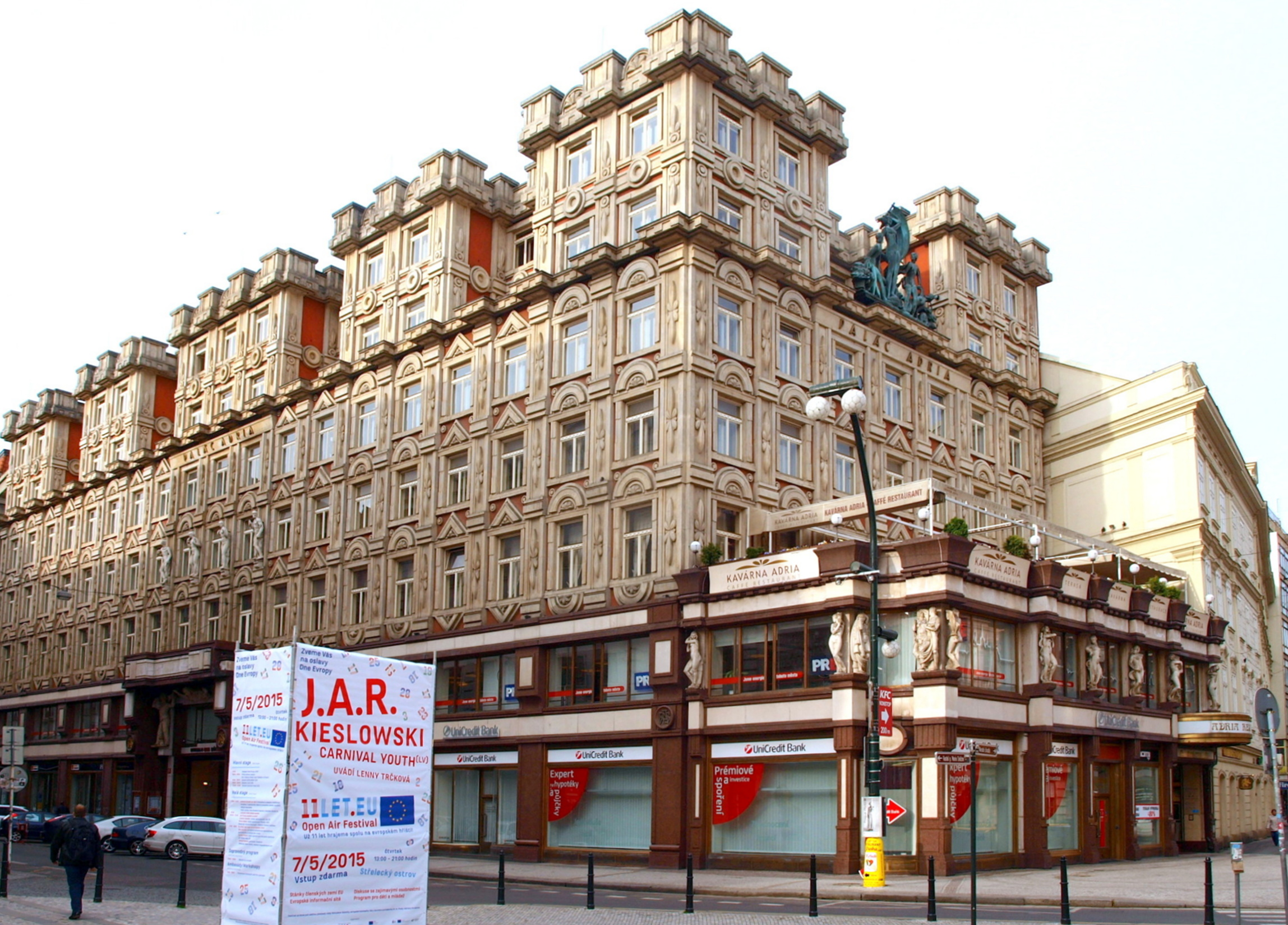
Pohled na palác Adria

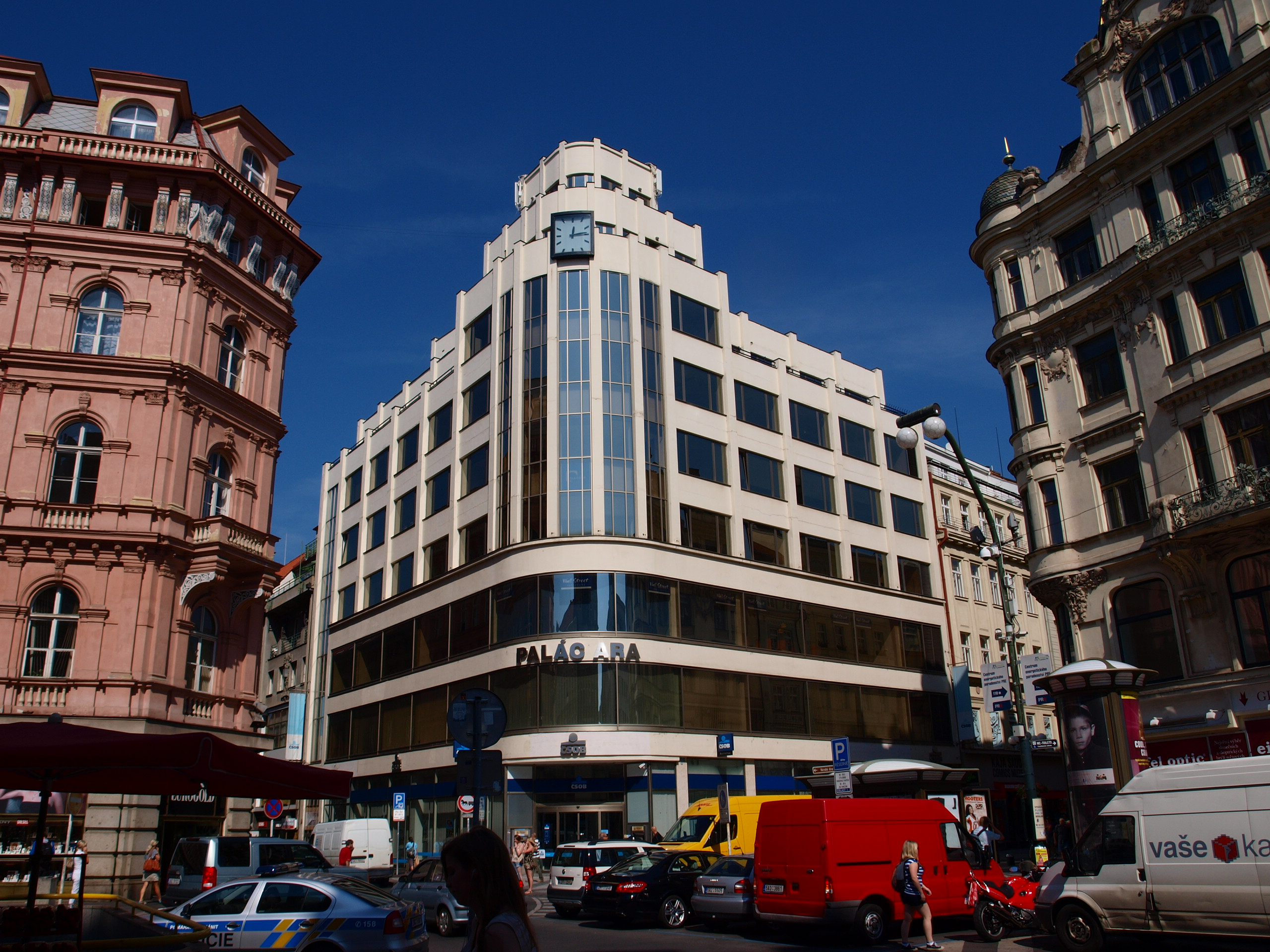
Palác ARA

Prostor dnešního náměstí existoval vně hradeb Starého Města již ve středověku, říkalo se mu tehdy Na Písku nebo Na Pískách. V letech 1347–1397 zde založením Karla IV. vybudovali karmelitáni klášter a kostel Panny Marie Sněžné, který však kvůli husitským válkám nebyl dokončen v původně plánované monumentální podobě – dnešní kostel měl být jen presbytářem zamýšleného chrámu. Chrám byl založen den po korunovaci Karla IV. a měl být do budoucna korunovačním chrámem. Plácku se v té době říkalo plac proti Matce Boží Sněžné či náměstí P. Marie Sněžné. V husitských dobách zde kázal Jan Želivský a odtud 30. července 1419 dovedl lid k novoměstské tzv. první pražské defenestraci. Po husitských dobách celý komplex pustl. V roce 1606 kostel i klášter získali bosí františkáni. Po nich bylo v 19. století náměstí označováno U františkánů nebo Františkánský plácek. Po Josefu Jungmannovi bylo náměstí pojmenováno roku 1878, kdy sem byla umístěna socha tohoto národního obroditele, dílo sochaře Ludvíka Šimka. Jungmann v přilehlé Široké ulici (dnes Jungmannova) vlastnil dům (dnes č. 749/32, hned druhý dům jižně od náměstí), kde žil a roku 1847 také zemřel. Tehdy to byla rušná dopravní křižovatka a pomník byl situován uprostřed. 
V historii tudy procházely tramvajové i autobusové linky. V roce 1985 zde byla zřízena pěší zóna a vzhledem k výstavbě metra musela socha ustoupit mírně stranou.
Kolem roku 2010 se v čele secesního domu na Jungmannově náměstí objevila velkoplošná reklama, která byla později zrušena.

## Popis
Náměstí protáhlého nepravidelného přiškrceného tvaru se nachází východně od severního konce Jungmannovy ulice. Při Jungmannově ulici se nachází zhruba čtvercová plocha s Jungmannovým pomníkem, který byl přesunut v rámci úprav náměstí počátkem 80. let 20. století. Tato část náměstí je na jihu ohraničena budovou pojišťovny č. 750/19 (na jejím místě stával dříve dům U zlatého jablka říšského se zvonařskou hutí), na východě budovou františkánského kláštera č. 753/18, která tvoří vstupní trakt kostela u Panny Marie Sněžné. V rohu mezi těmito dvěma budovami je hlavní vchod do Františkánské zahrady. Na nároží Jungmannovy ulice a Národní třídy se nalézá palác Adria, který náměstí uzavírá z jihozápadní strany, avšak evidenčně již k němu není počítán, totéž platí i pro palác ARA na protilehlém nároží Perlové ulice a ulice 28. října. Na severozápadě náměstí přechází v křižovatku ulic Národní, Perlová, 28. října a Jungmannova, domy na odlehlých stranách této křižovatky však také již nejsou počítány k Jungmannovu náměstí. Jungmannova ulice směřuje na jih k Vodičkově ulici a Karlovu náměstí, Národní třída na západ k Perštýnu, Národnímu divadlu a mostu Legií, Perlová ulice na sever do nitra Starého Města (směr Uhelný trh a Staroměstské náměstí) a ulice 28. října vede k Můstku, tedy severnímu konci Václavského náměstí, souběžně s Jungmannovým náměstím.
Ze čtvercové západní části náměstí lze úžinou v severozápadním rohu projít do trojúhelníkové východní části náměstí, v níž dvojice domů (759/20 – Dům Felixe Tévera – a 758/21, pův. též 760/20) tvoří ostrůvek uvnitř plochy. Na jižní straně náměstí odděluje od klášterního komplexu čtveřice měšťanských domů: 754/17 (Dům hudebních nástrojů), 755/16, 756/15 (v domech č.o. 15 a 16 je restaurace U Pinkasů) a 757/14, za nimiž následuje gotická zadní brána (z roku 1347) františkánského areálu – poblíž ní stojí kubistický sloup veřejného osvětlení z let 1912–1913 (lucerna byla kolem roku 1990 nahrazena replikou). Východní stranu náměstí tvoří zadní strana bloku funkcionalistických domů, jejichž přední strany stojí u Václavského náměstí: 775/13, 774/12 (Dům obuvi Baťa), a 773/11 (ze strany Václavského náměstí mají orientační čísla 8, 6 a 4). Domem čp. 773 prochází Lindtova pasáž (pasáž Astra). Souběžná pasáž (rovněž typu průjezdu) domem obuvi Baťa zanikla při rekonstrukci v roce 1992, kdy se stala součástí prodejny.
Severní či spíše severozápadní stranu obou částí náměstí tvoří souvislý blok měšťanských nájemních domů, jehož opačná strana stojí u ulice 28. října. Ve směru od západu to jsou domy č. 761/1, 762/2, 763/3 (s restaurací Český ráj), 764/4, 765/5, 767/6, 769/7, 770/8 a 771/9 (ze strany ulice 28. října mají tyto domy sudá orientační čísla 2 až 18). V severovýchodním cípu se náměstí zužuje do uličky (tzv. Myší díry), která mezi domy č. p. 771 a 772 ústí do oblasti křižovatky Na Můstku.
V přízemí většiny domů se nacházejí různé prodejny.

## Doprava

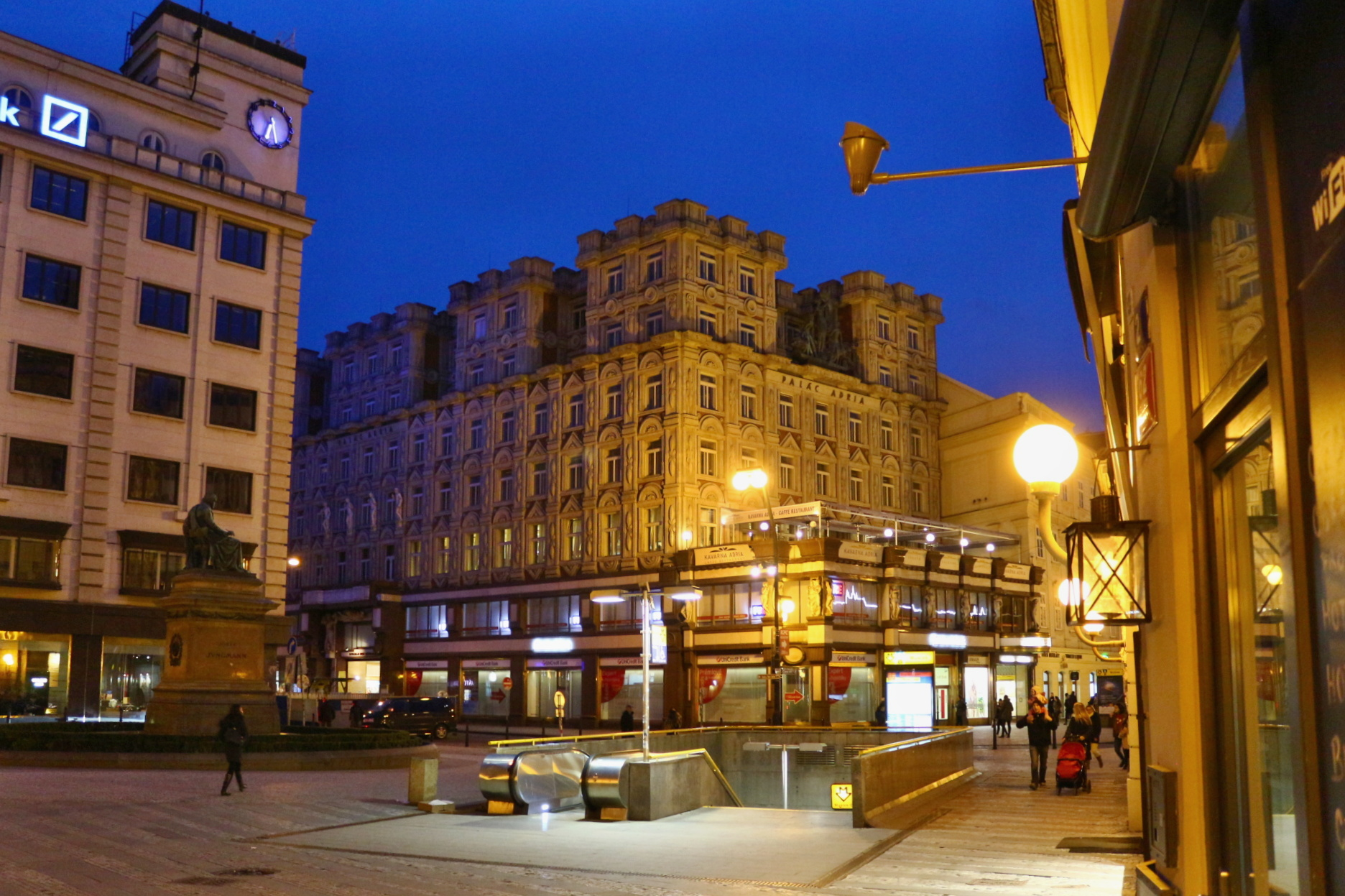
Večerní Jungmannovo náměstí, v popředí vstup do stanice metra Můstek

Dnešní Jungmannova ulice, původně nazývaná Konvářská, Zvonařská, U karmelitánů či Široká, byla od založení Nového Města spolu se souběžnou ulicí Spálenou hlavní spojnicí oblasti Karlova náměstí se Starým Městem.
Od roku 1841, kdy byl postaven řetězový Most císaře Františka I. jako druhý pražský most přes Vltavu, se osa dnešních ulic Národní, 28. října a Na příkopě stala hlavní spojnicí mezi východní a západní částí Prahy a její aglomerace. V letech 1898–1901 byl řetězový most nahrazen kamenným, který dnes nese název most Legií.
Od počátku 60. let 19. století (zejména od roku 1862, kdy bylo zprovozněno smíchovské Západní nádraží) vedly v tomto směru první úspěšnější pražské omnibusové linky, provozované několika soukromými podniky.
23. září 1875 byla v této ose zavedena nejstarší trať pražské koněspřežné tramvaje, která vedla od dnešního Národního divadla (které tehdy ještě nestálo) přes Josefské náměstí (dnešní náměstí Republiky) do Karlína. Od 28. září 1899 byl na této trati zaveden elektrický provoz. Od 4. července 1985 byl úsek mezi Perštýnem a náměstím Republiky zrušen v souvislosti s otevřením souběžné trasy metra B a zavedením pěší zóny na Příkopech a Václavském náměstí.

### Autobusová linka
V roce 1920 byla v podobné trase (z Vysočan na Zlíchov) téměř zavedena první autobusová linka Autodopravní akciové společnosti, koncese i smlouvy byly vyřízeny, avšak doprava zřejmě nebyla nikdy zahájena. Nakonec městská autobusová doprava pronikla do centra města až od 18. září 1927, kdy Elektrické podniky hl. m. Prahy zavedly linku H, která začínala objezdem pomníku na Jungmannově náměstí a Jungmannovou a Žitnou ulicí směřovala na Žižkov. Od 25. listopadu 1928 byla linka prodloužena z Jungmannova náměstí i na druhou stranu, směrem na Smíchov, a stala se tak první pražskou diametrální autobusovou linkou. Po druhé světové válce se již autobusy do této části centra města nevrátily.
Od května 1928 a po dočasném zkrácení znovu v roce 1930 jezdil bez jakéhokoliv povolení autobusovou linkou z Jungmannova náměstí do Modřan zbraslavský dopravce Vladimír Nedoma, proti jehož nekalé konkurenci se pražské Elektrické podniky opakovaně snažily dovolávat ochrany u úřadů. Přibližně od přelomu 20. a 30. let z Jungmannova náměstí vycházely i autobusové linky ČSD směrem na Zbraslav a do Dolních Černošic. Od roku 1927 měla z Jungmannova náměstí firma „Autodoprava Albert a Jaroslav Zeliman v Unhošti“ koncesi na autobusovou linku do Buštěhradu. Řád pro živnost dopravy osob autobusy v hlavním městě Praze, účinný od 1. září 1931, však příměstskou dopravu z centra Prahy vytěsnil a dopravu od Zbraslavi nařídil ukončit na Smíchově v dnešní Vodní ulici; vyhlášku později zrušil Nejvyšší správní soud.
Na Jungmannově náměstí se od 3. října 1949 do 5. září 1966 nalézala konečná stanice trolejbusové trati směrem od Karlova náměstí.

### Metro
Na Jungmannovo náměstí ústí výstup ze stanice metra Můstek na lince B pražského metra, která byla otevřena 2. listopadu 1985. Vstupy do stejnojmenné stanice na lince A se nacházejí u Václavského náměstí.
Na severní straně Národní třídy u Jungmannova náměstí se nachází stanoviště taxislužby č. 1.12. Dne 24. září 2002 si správcovství tohoto stanoviště vylosovala firma AAA radiotaxi, čímž se stanoviště dostalo do kategorie Fair Place.

## Galerie

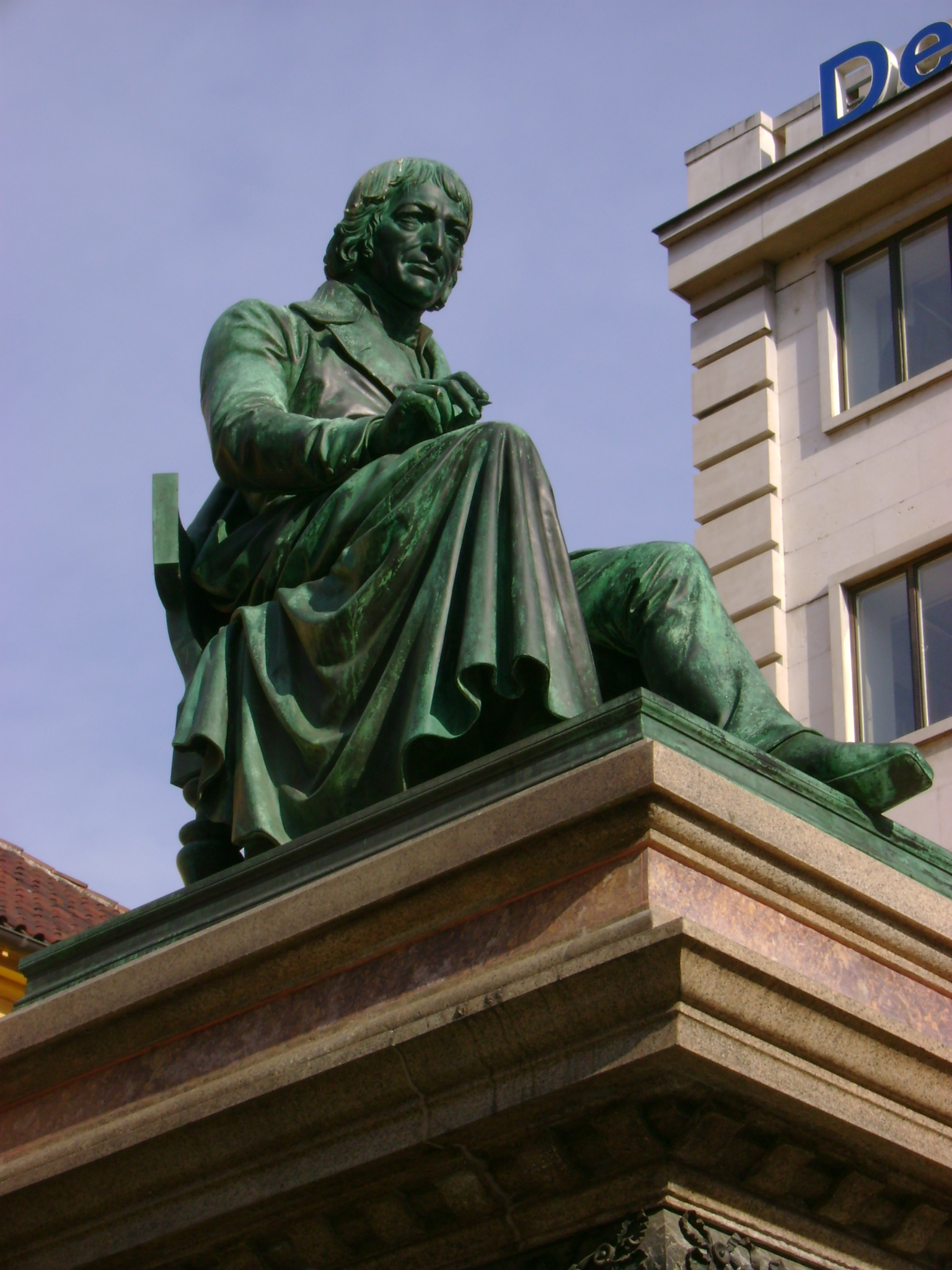
Detail pomníku Josefa Jungmanna
Celkový pohled na pomník Josefa Jungmanna
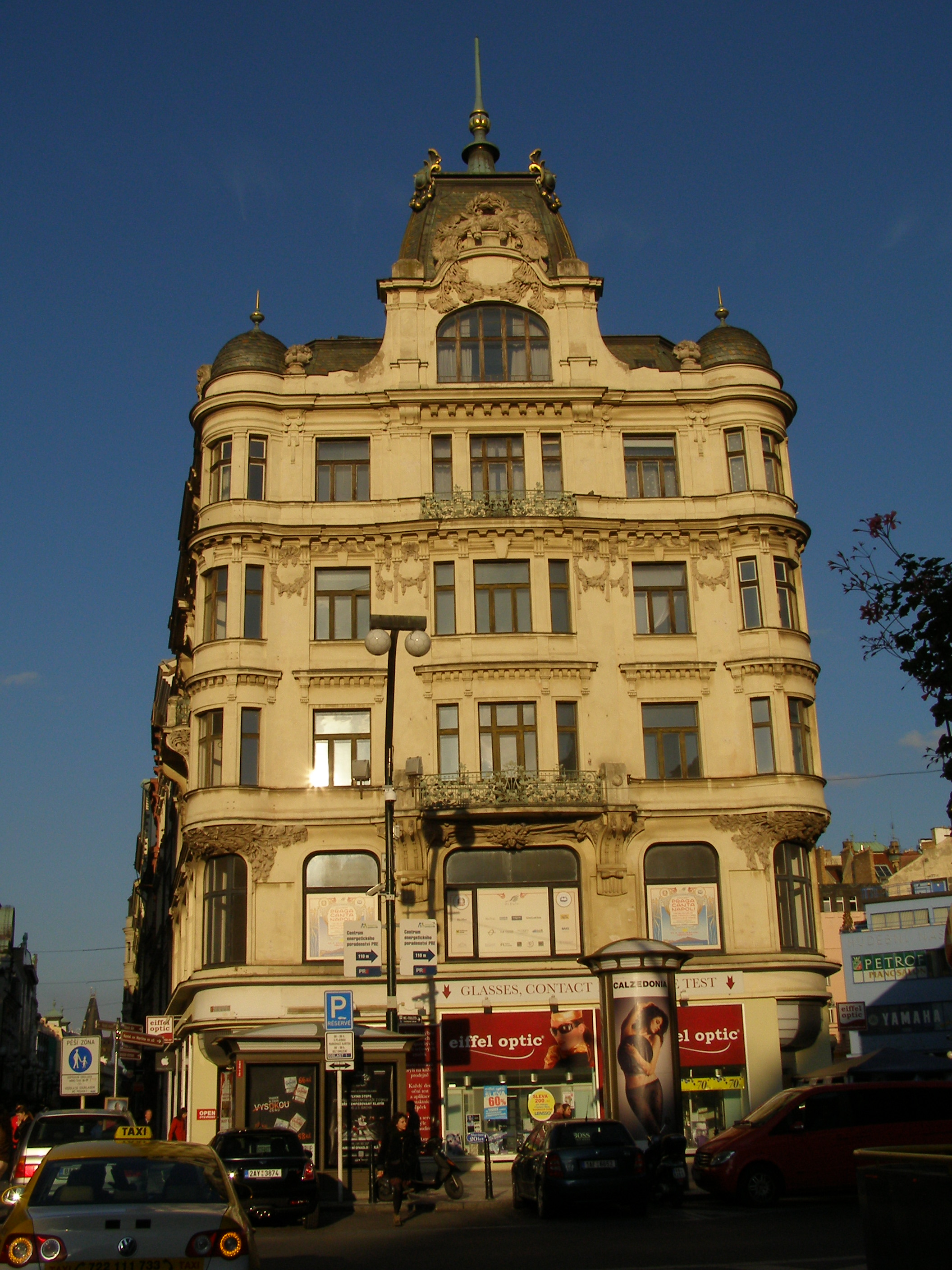
Činžovní dům na nároží Jungmannova náměstí a ulice 28. října, tzv. Motlův palác
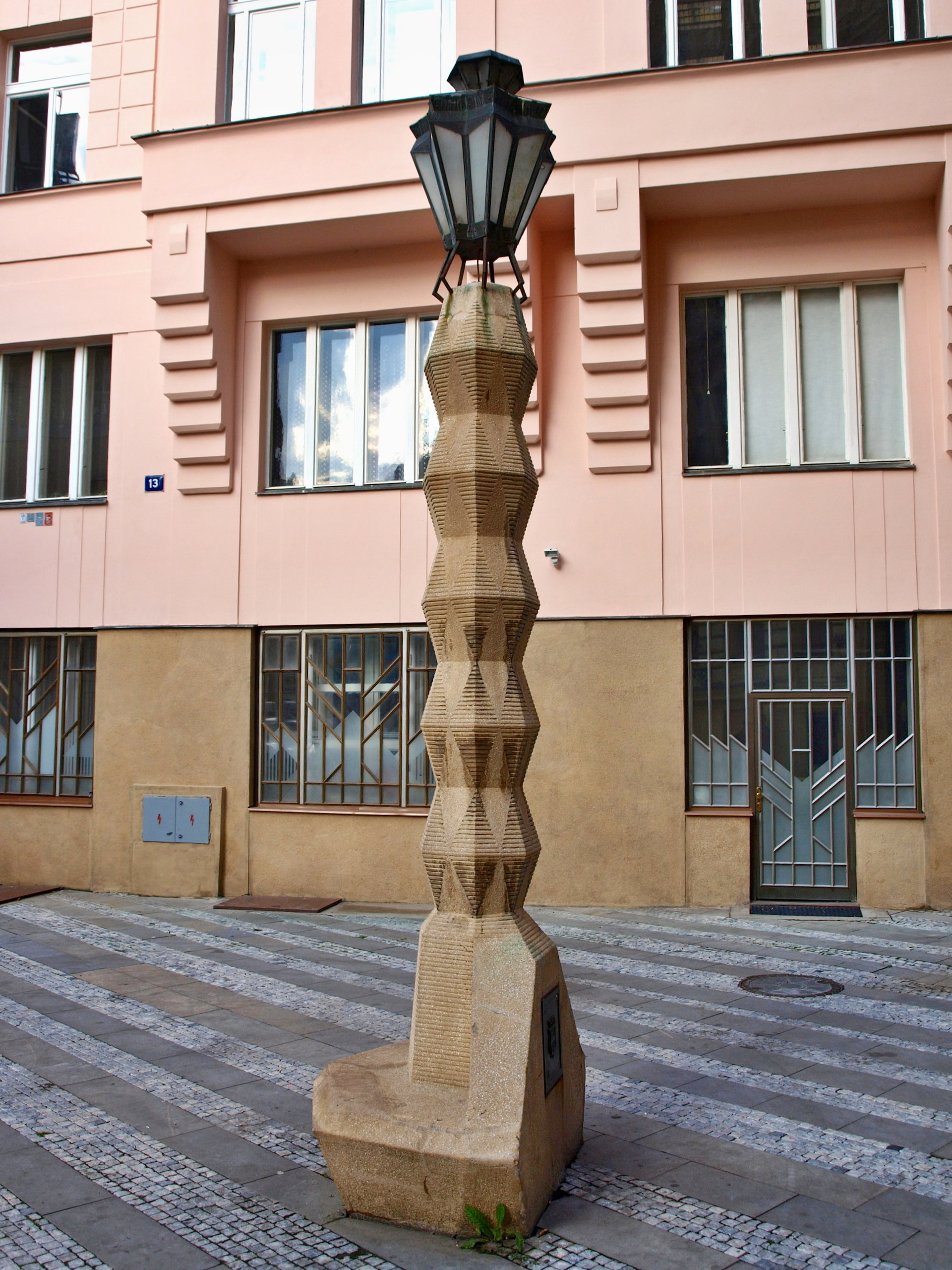
Kubistická pouliční lampa za Adamovou lékárnou od architekta Emila Králíčka - jediná kubistická lampa veřejného osvětlení na světě.